# ワレリー・ボルジン
ワレリー・ボルジン（Валерий Болдин,Valery Bordin、1935年9月7日－2006年2月14日）は、ソ連の政治家。ミハイル・ゴルバチョフのもとで、ソ連大統領府長官とソ連共産党中央委員会総務部長を兼ねていた。ボルジンは、ソ連共産党機関誌『プラウダ』の編集部勤務を経て、1981年から、ゴルバチョフの補佐官として、ゴルバチョフから全幅の信頼を置かれていた。
ソ連8月クーデターの際、ゴルバチョフは国家非常事態委員会の使者としてボルジンが、クリミア半島フォロスの別荘に訪問した時に裏切りを知って非常に驚愕したという。クーデター失敗後、逮捕された。
| 公職      | 公職                                                         | 公職                      |
| --------- | ------------------------------------------------------------ | ------------------------- |
| 先代 新設 | ソビエト連邦大統領府長官 初代：1990年4月17日 - 1991年8月22日 | 次代 グリゴリー・レベンコ |